# Drapeau du Botswana

Étendard présidentiel

Le drapeau du Botswana est le drapeau d'État et le pavillon marchand de la république du Botswana. Il se compose d'un fond bleu ciel avec une bande horizontale noire au centre, bordée de blanc.

## Historique
Le drapeau a été adopté le 30 septembre 1966 lors de l'indépendance du pays. Il remplace l'Union Jack. Il est à remarquer que le Bechuanaland, protectorat britannique de 1885 à 1966, ne possédait pas son propre drapeau.

## Construction

Construction détaillée du drapeau du Botswana

La construction du drapeau est définie dans la constitution du pays:
« 
Cinq bandes horizontales dont les couleurs et les largeurs sont décrites ci-dessous, c'est-à-dire en commençant par le haut:
- 1er bande bleue Botswana d'une largeur égale au 9/24e de la hauteur totale du drapeau
- 2e bande blanche d'une largeur égale au 1/24e de la même hauteur
- 3e bande noire d'une largeur égale au 4/24e de la même hauteur
- 4e bande blanche d'une largeur égale au 1/24e de la même hauteur
- 5e bande bleue Botswana d'une largeur égale au 9/24e de la même hauteur »

— Acte 25, partie II

## Symbolisme
Le bleu symbolise l'eau, et plus précisément la pluie qui est la devise nationale (« Pula » en tswana, le pula étant également la monnaie nationale). Les bandes noires et blanches La bande noire avec le fin liseré blanc renferme deux significations. D'une part, elle symbolise l'harmonie et la coopération entre les différentes ethnies coexistant au Botswana. D'autre part, elle évoque les rayures du zèbre, symbole animal du pays, qui est représenté sur les armoiries du pays.

## Étendard présidentiel
D’après la constitution de 1966, l’étendard est composé d’un fond bleu Botswana. Avec un disque noir de 12/24e de diamètre au centre recouvert d’un disque blanc de 24/10 de diamètre portant les armoiries.